# Schweizer Meisterschaften im Skilanglauf 1984
Die Schweizer Meisterschaften im Skilanglauf 1984 fanden vom 13. Januar 1984 bis zum 22. Januar 1984 in Saint-Imier statt. Ausgetragen wurden bei den Männern die Distanzen 15 km, 30 km und 50 km die die 4 × 10 km Staffel. Bei den Frauen fanden die Distanzen 5 km, 10 km und 20 km, sowie die 4 × 5 km Staffel statt. Erfolgreichster Skilangläufer war Andy Grünenfelder, der die Rennen 15 km und 30 km gewann, sowie mit der Staffel Zweiter hinter der Staffel des Grenzwachtkorps Splügen wurde. Bei den Frauen siegte Evi Kratzer über 10 km und 20 km, sowie mit der Staffel von Alpina St. Moritz.

## Männer

### 30 km
| Platz | Name                  | Verein                  | Zeit (std) |
| ----- | --------------------- | ----------------------- | ---------- |
| 01    | Andy Grünenfelder     | Alpina St. Moritz       | 1:29:15    |
| 02    | Konrad Hallenbarter   | SC Obergoms             | 1:30:29    |
| 03    | Giachem Guidon        | Alpina St. Moritz       | 1:30:55    |
| 04    | Joos Ambühl           | SC Davos                | 1:31:48    |
| 05    | Franz Renggli         | Grenzwachtkorps Splügen | 1:31:50    |
| 06    | André Rey             | Les Cernets             | 1:32:52    |
| 07    | Battista Bovisi       | Sangernboden            | 1:33:06    |
| 08    | Jean-Philippe Marchon | Saignelegier            | 1:33:41    |
| 09    | Daniel Sandoz         | Le Locle                | 1:33:54    |
| 10    | Pierre-Eric Rey       | Les Cernets             | 1:33:56    |

Datum: Freitag, 13. Januar 1984 in Saint-Imier

Zum Auftakt gewann wie im Vorjahr der für St. Moritz startende Andy Grünenfelder mit einer Minute und 14 Sekunden Vorsprung auf Konrad Hallenbarter und Giachem Guidon.

### 15 km
| Platz | Name                  | Verein            | Zeit (min) |
| ----- | --------------------- | ----------------- | ---------- |
| 01    | Andy Grünenfelder     | Alpina St. Moritz | 48:04      |
| 02    | Konrad Hallenbarter   | SC Obergoms       | 48:53      |
| 03    | Giachem Guidon        | Alpina St. Moritz | 48:59      |
| 04    | Battista Bovisi       | Sangernboden      | 49:06      |
| 05    | Jean-Philippe Marchon | Saignelegier      | 49:08      |
| 06    | Paul Grünenfelder     | Graue Hörner Mels | 49:29      |
| 07    | Joos Ambühl           | SC Davos          | 49:53      |
| 08    | Edgar Brunner         | SC Horw           | 49:56      |
| 09    | Hans-Luzi Kindschi    | SC Davos          | 50:05      |
| 10    | Markus Fähndrich      | SC Horw           | 50:13      |

Datum: Dienstag, 17. Januar 1984 in Saint-Imier

Auch das zweite Rennen dieser Meisterschaften gewann Andy Grünenfelder wie im 30-km-Rennen vor Hallenbarter und Guidon und holte damit seinen fünften Sieg in Serie bei Einzelrennen der Schweizer Meisterschaften.

### 50 km
| Platz | Name                | Verein                  | Zeit (std) |
| ----- | ------------------- | ----------------------- | ---------- |
| 01    | Markus Fähndrich    | SC Horw                 | 2:32:54,4  |
| 02    | Konrad Hallenbarter | SC Obergoms             | 2:33:34,6  |
| 03    | Alfred Schindler    | Grenzwachtkorps Splügen | 2:33:55,0  |
| 04    | Franz Renggli       | Grenzwachtkorps Splügen | 2:36:13,5  |
| 05    | Pierre-Eric Rey     | Les Cetnets             | 2:43:05,7  |
| 06    | Fritz Pfeuti        | Sangernboden            | 2:43:31,4  |
| 07    | Battista Bovisi     | Sangernboden            | 2:45:00,9  |
| 08    | Walter Thierstein   | Frutigen                | 2:45:33,2  |
| 09    | Jean-Louis Burnier  | La Chaux-de-Fonds       | 2:46:41,7  |
| 10    | Daniel Hediger      | Chasseron               | 2:46:47,8  |

Datum: Sonntag, 22. Januar 1984 in Saint-Imier

Zum Abschluss der Meisterschaften gewann überraschend der Horwer Markus Fähndrich das 50-km-Rennen, mit 82 gestarteten Läufern, mit 40 Sekunden Vorsprung auf Konrad Hallenbarter und Alfred Schindler. Der Vorjahressieger und bei diesen Meisterschaften zweifache Meister Andy Grünenfelder, sowie der drittplatzierte über 15 km und 30 km Giachem Guidon waren krankheitsbedingt nicht am Start.

### 4 × 10 km Staffel
| Platz | Namen                                                            | Verein                  | Zeit (std) |
| ----- | ---------------------------------------------------------------- | ----------------------- | ---------- |
| 01    | Jürg Steiner Fabrizio Valentini Franz Renggli Alfred Schindler   | Grenzwachtkorps Splügen | 2:09:07    |
| 02    | Hanspeter Brunner Curdin Kaspar Giachem Guidon Andy Grünenfelder | Alpina St. Moritz       | 2:09:44    |
| 03    | Kurt Fähndrich Walter Brunner Markus Fähndrich Edgar Brunner     | SC Horw                 | 2:10:37    |
| 04    | Roland Mercier Jean-Denis Sauser Jean-Marc Dreyer Daniel Sandoz  | Le Locle                | 2:11:30    |
| 05    | Marius Beyeler Urs Brechbühl Fritz Pfeuti Battista Bovisi        | Sangernboden            | 2:12:13    |
| 06    | Erwin Lauber Karl Lustenberger Bruno Renggli Beat Renggli        | SC Marbach              | 2:12:55    |

Datum: Montag, 16. Januar 1984 in Saint-Imier

## Frauen

### 5 km
| Platz | Name                 | Verein                | Zeit (min) |
| ----- | -------------------- | --------------------- | ---------- |
| 01    | Christine Brügger    | Alpina St. Moritz     | 18:44,1    |
| 02    | Martina Schönbächler | SC Einsiedeln         | 18:44,3    |
| 03    | Karin Thomas         | Alpina St. Moritz     | 19:08,0    |
| 04    | Evi Kratzer          | Alpina St. Moritz     | 19:12,6    |
| 05    | Margrit Ruhstaller   | SC Einsiedeln         | 19:22,4    |
| 06    | Annelies Lengacher   | NSK Thun              | 19:32,5    |
| 07    | Monika Germann       | SC Frutigen           | 19:43,3    |
| 08    | Gaby Scheidegger     | SC Bernina Pontresina | 19:50,5    |
| 09    | Marianne Irniger     | SC Urnäsch            | 19:54,9    |
| 010   | Cornelia Thomas      | SC Bernina Pontresina | 19:55,8    |

Datum: Samstag, 14. Januar 1984 in Saint-Imier

Das erste Rennen bei den Frauen gewann die 28-jährige Lehrerin vor der Einsiedelnerin Christine Brügger. Die Vorjahressiegerin Evi Kratzer verpasste mit Platz vier überraschend die Medaillenränge.

### 10 km
| Platz | Name                 | Verein                | Zeit (min) |
| ----- | -------------------- | --------------------- | ---------- |
| 01    | Evi Kratzer          | Alpina St. Moritz     | 37:11      |
| 02    | Monika Germann       | SC Frutigen           | 37:34      |
| 03    | Christine Brügger    | Alpina St. Moritz     | 38:04      |
| 04    | Karin Thomas         | SC Bernina Pontresina | 38:29      |
| 05    | Martina Schönbächler | SC Einsiedeln         | 38:38      |
| 06    | Annelies Lengacher   | NSK Thun              | 39:08      |
| 07    | Gaby Scheidegger     | SC Bernina Pontresina | 39:11      |
| 08    | Margrit Ruhstaller   | SC Einsiedeln         | 39:18      |
| 09    | Marianne Irniger     | SC Urnäsch            | 39:24      |
| 010   | Cornelia Thomas      | SC Bernina Pontresina | 40:55      |

Datum: Dienstag, 17. Januar 1984 in Saint-Imier

### 20 km
| Platz | Name                 | Verein                | Zeit (std) |
| ----- | -------------------- | --------------------- | ---------- |
| 01    | Evi Kratzer          | Alpina St. Moritz     | 1:08:21,6  |
| 02    | Karin Thomas         | Alpina St. Moritz     | 1:09:29,6  |
| 03    | Gaby Scheidegger     | SC Bernina Pontresina | 1:10:11,0  |
| 04    | Monika Germann       | SC Frutigen           | 1:11:23,4  |
| 05    | Annelies Lengacher   | NSK Thun              | 1:13:46,2  |
| 06    | Martina Schönbächler | SC Einsiedeln         | 1:14:37,6  |
| 07    | Margrit Ruhstaller   | SC Einsiedeln         | 1:14:39,0  |
| 08    | Elisabeth Glanzmann  | SC Marbach            | 1:15:52,5  |
| 09    | Susi Steiners        | Langnau               | 1:17:43,4  |
| 010   | Heidi Niederberger   | Melchtal              | 1:18:50,7  |

Datum: Samstag, 21. Januar 1984 in Saint-Imier

### 3 × 5 km Staffel
| Platz | Namen                                           | Verein                       | Zeit (min) |
| ----- | ----------------------------------------------- | ---------------------------- | ---------- |
| 01    | Marlies Rietmann Christine Brügger Evi Kratzer  | Alpina St. Moritz            | 42:09,7    |
| 02    | Gaby Scheidegger Cornelia Thomas Karin Thomas   | SC Bernina Pontresina        | 42:51,4    |
| 03    | Franziska Ogi Annelies Lengacher Monika Germann | Berner Oberländer Skiverband | 45:44,5    |

Datum: Montag, 16. Januar 1984 in Saint-Imier